# Wild World
Wild World je druhé studiové album skupiny Bastille. Bylo vydáno 9. září 2016 a obsahuje 14 originálních skladem, Complete Edition pak 19. Album bylo nahráno v Londýně a jeho producenty jsou Dan Smith a Mark Crew.

## Seznam skladeb
Všechny skladby napsal Dan Smith.
| Pořadí         | Název                                  | Délka |
| -------------- | -------------------------------------- | ----- |
| 1.             | Good Grief                             | 3:26  |
| 2.             | The Currents                           | 3:24  |
| 3.             | An Act of Kindness                     | 3:28  |
| 4.             | Warmth                                 | 3:49  |
| 5.             | Glory                                  | 4:41  |
| 6.             | Power                                  | 3:29  |
| 7.             | Two Evils                              | 2:46  |
| 8.             | Send Them Off!                         | 3:21  |
| 9.             | Lethargy                               | 3:25  |
| 10.            | Four Walls (The Ballad of Perry Smith) | 4:12  |
| 11.            | Blame                                  | 2:55  |
| 12.            | Fake It                                | 4:04  |
| 13.            | Snakes                                 | 3:17  |
| 14.            | Winter of Our Youth                    | 3:23  |
| Celková délka: | Celková délka:                         | 49:45 |

| Complete Edition | Complete Edition | Complete Edition |
| Pořadí           | Název            | Délka            |
| ---------------- | ---------------- | ---------------- |
| 15.              | Way Beyond       | 3:19             |
| 16.              | Oil On Water     | 2:58             |
| 17.              | Campus           | 3:03             |
| 18.              | Shame            | 3:30             |
| 19.              | The Anchor       | 3:24             |
| Celková délka:   | Celková délka:   | 1:06:02          |

## Obsazení

### Bastille
- Dan Smith – zpěv, klávesy, perkuse, aranžmá strunných nástrojů
- Kyle Simmons – klávesy, perkuse, vokály
- Will Farquarson – baskytara, klávesy, akustická kytara, vokály
- Chris „Woody“ Wood – bicí, vokály